# Bangana ariza
Bangana ariza е вид лъчеперка от семейство Шаранови (Cyprinidae). Видът не е застрашен от изчезване.

## Разпространение
Разпространен е в Бангладеш, Индия, Мианмар, Непал и Пакистан.

## Описание
На дължина достигат до 30 cm, а теглото им е максимум 1360 g.